# Rustem Adagamov
Rustem Adagamov (in russo Русте́м Адага́мов?; Kazan', 8 novembre 1961) è un giornalista, fotografo e blogger russo che scrive sotto lo pseudonimo di drugoi ("другой"), che significa "l'altro".
Il quotidiano Daily Telegraph ha descritto Adagamov come «blogger numero uno in Russia».
Nel 2009 è stato invitato ad accompagnare il Presidente della Federazione Russa nei viaggi verso l'Europa e verso la Russia.